# Laelia striata
Laelia striata és una espècie de lepidòpter ditrisi de la família del erèbids (Erebidae) que habita a Taiwan. L'envergadura de les ales és de 34-49 mm.